# Giunto (muratura)

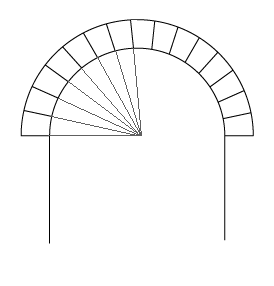
Le proiezioni dei giunti in un arco a tutto sesto sono concentriche

In una muratura un giunto, detto anche commessura, è il sottile interstizio tra una pietra e l'altra (o tra un mattone e l'altro).

## Descrizione
I giunti creano un disegno della superficie del muro che ha effetti estetici, ma sono anche un importante elemento strutturale. Sui giunti si scaricano le forze tra pietra e pietra, per cui una perfetta combacianza, magari ottenuta con una forma regolare dei giunti, è una condizione che aumenta la solidità della muratura e rende meno indispensabile l'uso della malta.
La forma dei giunti è quindi particolarmente importante nelle mura a secco, compresi gli archi, i quali se hanno i giunti orientati correttamente verso un ipotetico centro non hanno bisogno di alcun materiale di legamento per stare robustamente in piedi.